# Фрайзен
Фрайзен (нім. Freisen) — громада в Німеччині, знаходиться в землі Саар. Входить до складу району Занкт-Вендель.
Площа — 48,08 км2. Населення становить 7789 ос. (станом на 31 грудня 2021).